# Exobasidium otanianum
Exobasidium otanianum ist eine Pilzart der Familie der Nacktbasidienverwandten (Exobasidiaceae) aus der Ordnung Ustilaginomycotina. Sie ist ein Endoparasit von Rhododendren. Symptome des Befalls durch den Pilz sind das Bleichen der Blätter und bisweilen auch das Hervortreten des Myzels auf der Blattunterseite der Wirtspflanzen. Die Pilzart ist in Japan verbreitet.

## Merkmale

### Makroskopische Merkmale
Exobasidium otanianum ist mit bloßem Auge zunächst nicht zu erkennen. Symptome des Befalls sind ein Ausbleichen der Blätter und bisweilen auch das Hervortreten von pulverigem Myzel auf den Unterseiten junger Blätter.

### Mikroskopische Merkmale
Das Myzel von Exobasidium otanianum wächst wie bei allen Nacktbasidien interzellulär und bildet Saugfäden, die in das Speichergewebe des Wirtes wachsen. Die zwei- bis viersporigen, 5–30 × 5–9 µm großen Basidien sind lang, unseptiert und zylindrisch bis keulenförmig. Sie wachsen direkt aus der Wirtsepidermis oder aus Spaltöffnungen. Die elliptischen bis eiförmigen Sporen sind hyalin und 10–21 × 3,6–5 µm groß. Zunächst sind sie unseptiert, reif besitzen sie bis zu vier Septen. Die Konidien sind hyalin, annähernd spindel- bis keulchenförmig und 5–20 × 1–2 μm groß.

## Verbreitung
Das bekannte Verbreitungsgebiet von Exobasidum otanianum erstreckt sich über ganz Japan.

## Ökologie
Die Wirtspflanzen von Exobasidium otanianum sind verschiedene Rhododendren (Rhododendron spp.). Der Pilz ernährt sich von den im Speichergewebe der Pflanzen vorhandenen Nährstoffen, seine Basidien brechen später durch die Blattoberfläche und setzen Sporen frei. Diese keimen, nachdem sie auf geeignetes Substrat gefallen sind, zu Keimschläuchen und Konidien, aus denen sich dann neues Myzel entwickelt.